# 1189 Terentia
1189 Terentia је астероид главног астероидног појаса. Приближан пречник астероида је 55,88 ,
а средња удаљеност астероида од Сунца износи 2,929 астрономских јединица (АЈ).
Инклинација (нагиб) орбите у односу на раван еклиптике је 9,862 степени, а орбитални период износи 1831,171 дана (5,013 година). Ексцентрицитет орбите астероида износи 0,116.
Апсолутна магнитуда астероида износи 10,00 а геометријски албедо 0,056.
Астероид је откривен 17. септембра 1930. године.